# Ellen Burstyn Show
Ellen Burstyn Show  (The Ellen Burstyn Show) è una serie televisiva statunitense in 13 episodi trasmessi per la prima volta nel corso di una sola stagione dal 1986 al 1987.
È una sitcom  incentrata sulle vicende della professoressa universitaria Ellen Brewer, interpretata da Ellen Burstyn.

## Trama
Ellen Brewer è una professoressa universitaria di Baltimora che deve affrontare non solo i suoi studenti ma anche la madre ingerente, sua figlia divorziata Molly e suo nipote di cinque anni Nick.

## Personaggi e interpreti
- Ellen Brewer (13 episodi, 1986-1987), interpretata da Ellen Burstyn.
- Molly Brewer Ross (13 episodi, 1986-1987), interpretata da Megan Mullally.
- Nick Ross (13 episodi, 1986-1987), interpretato da Jesse R. Tendler.
- Tom Hines (13 episodi, 1986-1987), interpretato da Barry Sobel.
- Sydney Brewer (13 episodi, 1986-1987), interpretata da Elaine Stritch.
- Mikey (2 episodi, 1986-1987), interpretato da Matt Mulhern.
- Carrie (2 episodi, 1986), interpretata da Winifred Freedman.
- Mike Brewster, interpretato da Timothy Biggins.
- Baskin A. Fuller, interpretato da Maurice Davis.

## Produzione
La serie, ideata da Norman Steinberg e David Frankel, fu prodotta da Touchstone Television  Le musiche furono composte da Artie Butler.

### Registi
Tra i registi sono accreditati:
- Dolores Ferraro in 4 episodi (1986-1987)
- Norman Steinberg in 2 episodi (1986)
- Sam Weisman

### Sceneggiatori
Tra gli sceneggiatori sono accreditati:
- Robert Bruce in 2 episodi (1986-1987)
- Martin Weiss in 2 episodi (1986-1987)
- Howard Gewirtz in 2 episodi (1986)
- David Frankel in un episodio (1986)
- Bob Rosenfarb
- Norman Steinberg

## Distribuzione
La serie fu trasmessa negli Stati Uniti sulla rete televisiva ABC dal 20 settembre 1986 al 15 novembre 1986; fu poi cancellata, a causa dei bassi indici di ascolto, per essere poi ripresa nell'agosto del 1987 fino al 5 settembre 1987. In Italia è stata trasmessa con il titolo Ellen Burstyn Show.

## Episodi
| Stagione       | Episodi | Prima TV USA |
| -------------- | ------- | ------------ |
| Prima stagione | 13      | 1986-1987    |